# Шпир, Александр Александрович
Александр Александрович Спир (Шпир, нем. Spіr; 1770—1862) — русский врач, философ и медицинский деятель, помещик Бобринецкого уезда Херсонской губернии коллежский советник. Отец Африкана Спира.
Место рождения А. А. Шпира достоверно неизвестно; предполагалось, что его семья была еврейского происхождения и что школьное образование он получил в Санкт-Петербурге. Провёл несколько лет на Камчатке, занимаясь изучением сифилиса.
Был директором военных госпиталей в Одессе и Николаеве (1812—1820), инспектором врачебной управы в Херсоне. В 1830—1852 годах имел врачебную практику в собственном имении на Херсонщине.
Автор труда о достоверности в медицине (1836), перевёл с немецкого языка ряд книг по вопросам физики, внедрения прививок против оспы, инфекционных заболеваний и др.